# Павел Милюков
Павел Николаевич Милюков (на руски: Павел Николаевич Милюков) е руски историк, публицист и политик, един от водачите на Конституционно-демократическата партия и на руската емиграция след Гражданската война.

## Биография
Павел Милюков е роден на 27 януари (15 януари стар стил) 1859 г. и има благороднически произход. Участва в Руско-турската война (1877 – 1878) като доброволец в санитарен отряд на Кавказкия фронт. Завършва история в Московския университет през 1882 г., където силно влияние върху него оказва водещият руски историк Василий Ключевски. Остава на работа в университета, а в края на 90-те години на XIX век с курса си „История на руската култура“ се нарежда сред най-значимите руски историци на своето време.
Заради либералните си политически възгледи, през 1895 г. Милюков е уволнен от Московския университет и е изпратен в Рязан. През 1897 г. заминава за София и преподава в Софийския университет. През 1898 г., под натиска на руското правителство, е отстранен от университета. През следващите месеци взима участие в археологическа експедиция в Македония. През 1899 г. Павел Милюков успява да се върне в Санкт Петербург, но е осъден на шест месеца затвор и изгнание от столицата. От 1903 г. отново е в чужбина.
По време на Руската революция от 1905 – 1907 г. Милюков се завръща в Русия. Той става известен като водач на профсъюзното обединение Съюз на съюзите и един от основателите на Конституционно-демократическата партия (кадети). Избиран е за депутат от Санкт Петербург в III и IV Държавна дума, в които оглавява парламентарната група на кадетите. Той е и редактор на партийния вестник „Речь“. През 1913 г. Милюков се включва в международната комисия, която разследва причините и провеждането на Балканските войни. Сочен е за същинския автор на голяма част от доклада, известен като Карнегиева анкета. През 1915 г., отново в родината си, Милюков е сред инициаторите за създаването на опозиционния Прогресивен блок.
Павел Милюков участва активно в началния етап на Руската революция от 1917 г., като през март-април е министър на външните работи. През лятото той подкрепя подготвяния преврат на Лавър Корнилов и е отстранен от ръководството на партията. След Октомврийската революция през 1917 г. заминава на юг в Москва, Новочеркаск и Киев, а през ноември 1918 г. – за Румъния, Франция, Великобритания. През 1920 г. се установява във Франция.
От 1921 до 1940 г. Милюков издава в Париж влиятелния сред руската емиграция вестник „Последние новости“. През 1922 г., по време на лекция в Берлин, срещу него е извършен атентат, при който е убит неговият съратник Владимир Набоков (баща на писателя Владимир Набоков). През 1929 г. в много градове на Европа е отбелязан 70-годишният юбилей на Милюков. По този повод правителството на България му прави дарение от 270 хиляди лева, което му позволява да си купи къща в Южна Франция. Павел Милюков умира там през 1943 година.
Милюков е член на Македонския научен институт и издава серия книги на македонска тематика: „Християнские древности Западной Македонии“, „Македония и европейские державы“, „Сербо-болгарские отношения по македонскому вопросу“ и други.